# الرسام (برمجيات)
الرسام (بالإنجليزية: Paint)‏، هو برنامج رسومات كمبيوتر بسيط تم تضمينه مع كافة إصدارات مايكروسوفت ويندوز. البرنامج يتيح استعمال ملفات ويندوز النقطية (24-بت، 256 لون، 16 لون، وأحادية اللون) البرنامج يُمكّن وضع اللون أو اللونين الأسود والأبيض، ولا يتيح وضع اللون الرمادي. سرعان ما أصبح أحد التطبيقات الأكثر استخداماً في الإصدارات القديمة من ويندوز، يتم استخدامه لإنشاء رسومات علي لوحات قماشية فارغة أو على صور أخرى. يتميز البرنامج بوجود شريط الأدوات علي الجانب الأيمن من الإطار.
في 24 يوليو 2017، أعلنت شركة مايكروسوفت توقف البرنامج نهائياً.